# Бродвей в Голлівуді
«Бродвей в Голлівуді» (англ. Broadway to Hollywood) — американський історичний мюзикл режисера Вілларда Мака 1933 року.

## Сюжет
Тед і Лулу Гакетт — актори водевіля, які створили групу «Гакетти». Вони приводять свого сина, Теда-молодшого, в сімейний бізнес і незабаром він перевершує їх. Коли сину запропонували головну роль на Бродвеї, він організовує, щоб його батьки виступали з ним в шоу, але Тед-старший збентежений, дізнавшись, що він з Лулу були запрошенні, лише через прохання сина і вони відмовляються від участі у виставі. Тим часом, Тед-молодший одружується і в нього народжується син, але він починає пити. Невдачі супроводжують сім'ю Гакеттів, і тільки час покаже, чи Тед III повторить невдачі свого батька і діда.

## Персонажі
| Актор/Актриса | Персонаж                       |
| ------------- | ------------------------------ |
|               | Лулу Гакетт                    |
|               | Тед Гакетт                     |
|               | Тед Гакетт-молодший, як дитина |
|               | Тед Гакетт-молодший            |
|               | Енн Ейнслі                     |
|               | Тед Гакетт III                 |
| Міккі Руні    | Тед Гакетт III, як дитина      |
|               | Джиммі                         |
|               | актриса                        |
|               | співак                         |